# 경계 과학
경계 과학(境界科學, 영어: fringe science) 또는 폄하적 표현인 변두리 과학(邊 - 科学)은 주류 및 정설 이론과는 동떨어진 연구 분야에 대한 과학적 탐구를 의미하며, 이것은 주류 학문 분야에 속하지 않는 “비주류”로 분류된다.
주류 과학자들은, 원형과학(Protoscience)에 반대하는 것과 마찬가지로, 전형적으로 비주류 개념을 매우 추론적이거나(확실치 않거나) 또는 거세게 반발해야 하는 대상으로 여긴다. 그러나 이는 새롭게 부상하는 타당성 있는(실행 가능한) 과학이다.
자신의 전문분야 지식 내에서 이단아적 아이디어를 지지하는 주류 과학자들이 있기는 하지만, 변두리 과학 이론과 아이디어는 전통적인 학문적 과학배경이 없거나 또는 주류분야에 속하지 않은 연구자들과 같은 개인들에 의해 종종 발전되었다. 그러나 과학의 역사를 통틀어 볼 때, 과학은 종종 학제간의 다문화적 상호작용을 통해 발전한 것을 알 수 있다. Friedlander는 주류과학(mainstream science)이 “쇠퇴하지 않기 위해서는” 변두리 과학이 필수적으로 존재해야 한다고 제안한다. 그 이유는 과학자들이 각각의 새로운 비주류 주장과 특정 비주류 발견들을 나중에 가서는 수용할 수 있는 범위에 포함되는 것으로 (물론, “그렇지 않은 경우도 있지만”) 평가할 것이 분명하기 때문이다. 일반대중은 “과학과 과학의 모방”을 구분하기 어려울 것이다. 그리고 몇몇의 경우, “과학자를 믿고자 하는 열망 또는 과학자에 대한 일반화된 의혹은 의사과학적(pseudoscientific) 주장들을 수용하는데 있어 매우 효과적인 자극이 된다”.
‘변두리 과학’이라는 용어는 실제로 의사과학(pseudosciences)인 분야를 묘사하기 위해서, 또는 과학이라고 불리기는 하지만 전반적으로 과학적 엄격함이나 실행 가능성이 부족한 분야를 묘사하는 경우처럼 때때로 느슨하게(막연하게) 사용되기도 한다. 과학자들이 과학적 진실성(scientific integrity)이 부족한 탐구행위를 묘사하기 위해 만들어낸 다른 용어들로는 병적 과학(pathological science), 사이비 과학, 카고 컬트 과학 등이 있는데, 특히 쓰레기 과학(junk science)이라는 용어는 과제 지향적(agenda-oriented) 과학을 묘사하기 위해 정치적으로 주로 사용된다. 그러나 정확한 의미의 변두리 과학이란 위의 다른 용어들과 달리, 물론 매우 논란이 있기는 해도 어느 정도 과학적 엄격함, 타당성(실행 가능성) 및 진실성을 가지고 있는 것을 가리킨다. 변두리 과학은 때때로 또한 의심스러운 과학(questionable science)이라고 불리기도 한다.

## 서술적 묘사
전통적으로, 변두리 과학은 기존의 과학원칙에 그 기반을 두고 있는 이론들과 모형들 중에서 평범하지 않은(unusual) 것들을 지칭할 때 사용하는 용어이다. 이런 이론들은 보다 규모가 큰 과학적 커뮤니티에서 인정받는 과학자의 옹호를 받는 경우도 있다 (주로 그 이유는 해당 과학자가 연구한 동료평가 연구결과들이 발간된 때문인 경우가 많다). 그러나 항상 이렇지는 않다. 주류 과학은 실패하거나 실수를 범하기도 한다. 그에 반해 대체적으로, 변두리 과학은 수용된 기준을 준수하며, 또한 변두리 과학에는 변화에 대한 저항이라는 특징이 있기 때문에 확실한 판단이라는 표시가 반응으로서 나타나게 된다.
광범위하게 분산되어 있는 오늘날의 이론들(예: 판구조론) 중 몇몇의 기원은 변두리 과학에 기인하며, 이들 이론들은 수십 년 동안 쓸모없는(negative) 의견으로 치부되었다. 다음 내용을 주목해 보라.
과학과 의사과학, 즉 정직한 과학적 오류와 진정한 과학적 발견을 구분할 때 발생하는 혼란은 새삼스러운 일이 아니다. 그리고 이는 과학 분야에서 앞으로도 계속해서 나타날 특징이기도 하다. 새로운 과학의 수용은 매우 천천히 이루어지는 경향이 있다.
변두리 과학과 의사과학을 구분하는 경계선은 종종 논란거리가 되기도 한다. 변두리 과학에 대해 대부분의 과학자들은 합리적이라고 생각할 수도 있지만, 그럴 가능성은 거의 없다. 타당성 있는 변두리 과학의 경우, 완전하지 않거나 모순되는 증거를 포함하는 다양한 이유에서 과학적 합의 (Scientific consensus)를 통해 인정받는 것을 회피할 수도 있다. 변두리 과학은 아직 대다수 과학자들의 인정을 받지 못한 원형과학(protoscience)일 수도 있다. 변두리 과학은 과학적 방법을 통해 관찰을 할 수도 있다. 변두리 과학이 주류과학에 의해 수용될 지의 여부는 해당되는 변두리 과학에 의한 발견이 어떤 특징을 가지고 있는지에 주로 달려 있다.
“변두리 과학”이라는 용어는 때때로 경멸적으로 여겨지기도 한다. 예를 들어, Lyell D. Henry, Jr.는 “변두리 과학이라는 용어 자체가 비정상성(kookiness)을 의미한다”고 주장하기도 했다. 이러한 믿음은 과학의 주변주에 있는 괴이하고 개척가적 성향의 과학자들(일상적으로는 '매드 사이언티스트' (Mad Scientists)로 불린다) 때문에 나타난 것일 수도 있다.

### 비교
변두리 과학은 다음과 같은 논란의 대상이 되는 기타 연구 분야들과는 구분되는 개념일 수도 있다.
의사과학(pseudoscience)은 과학적 방법을 적용할 때 엄격함이 없는 것으로 매우 잘 알려져 있으며, 재현성(reproducibility)이 주로 문제가 된다. 변두리 과학은 그렇지 않다.
쓰레기과학(junk science)이라는 용어는 실험을 통해 주어진 결과를 입증하기 위해 특정 기준에 의거한 방법론과 관례는 무시하는 과제 지향적(agenda-oriented) 연구를 지칭할 때 사용된다. 변두리 과학은 표준방법론(standard methodology)에서와 마찬가지로, 결과를 왜곡하려고 시도하지 않고 이론에서 결론에 이르는 과정에 따라 연구가 진행된다.

## 현대의 변두리 과학 사례
최근의 변두리 과학에는 다음과 같은 것들이 있다.
- 2006년 60분 (60 Minute) 스페셜 리포트에 출연한 오브리 드 그레이(Aubrey de Grey)는 인간 수명에 관한 보다 진보된 연구를 실시하고 있었다.[12] 많은 주류 과학자들은 그의 연구, 특히 핵 돌연변이(후성변이)의 중요성 및 그가 생각하는 노화방지 치료학의 예상일정에 관한 그의 관점이 바로 “변두리 과학”이라고 생각했다.
  - De Grey Technology는 논란을 검토하였다 테크놀로지 리뷰(Technology Review)의 2006년 발행본에 발간된 한 기사(시리즈 중 일부)에서는 “SENS[De Grey의 가설]는 매우 추론적이라고(확실치 않다고) 적고 있다. 즉, 그의 가설에 포함된 다수의 제안들은 재생되지 못하였거나 또는 현대의 과학적 지식 및 기술을 가지고는 재생될 수 없는 것들이었다. Myhrvold의 언급을 고려하여 좋게 말한다면, de Grey의 제안들이 (아마도 헛되이) 독립적인 검증을 기다리면서 일종의 과학의 ‘곁방’에 존재하는 것들이라고 말할 수 있다. SENS는 식견이 있는 수많은 과학자들의 동의를 얻어내지 못했으나, 입증 가능성에 있어서 잘못된 것은 아니었다”.[13]라고 말하고 있다.

- 상온 및 상압 범위에서 발생하는 상온 핵융합 방식(cold fusion)으로 불리는 핵융합 방식은 1989년 3월 마틴 플레이슈먼(Martin Fleischmann)과 스탠리 폰즈(Stanley Pons)라는 화학자들에 의해 보고되었다. 그 당시 수많은 연구가 이루어졌으나 이러한 결과와 동일한 결과를 얻는 데는 실패했다.[14] 그 이후, 다양한 분야의 자격을 갖춘 수많은 과학자들이 이 문제에 대해 연구하거나 또는 저온 핵융합 방식에 관한 국제회의에 참석하였다. 2004년 미국 에너지부는, 새로운 실험 증거가 나왔으므로 이 분야에 대한 정책을 변경하고 저온 핵융합 방식을 전담할 패널(panel on cold fusion)을 구성해야 할지의 여부를 결정하기 위해 또 다른 관점에서 저온 핵융합 방식을 연구하기로 결정했다.

- 석유의 비생물 기원설(abiogenic petroleum origin)에 따르면, 천연석유는 땅 속 깊은 곳의 탄소퇴적물에서 형성되었으며, 아마 그 시기는 지구형성 시기로 거슬러 올라갈 것이라고 한다. 태양계 내의 탄화수소의 편재(ubiquity)는 생각하는 것보다 훨씬 더 많은 석유가 지구상에 존재할지도 모르며 또한 맨틀에서 위쪽으로 이동한 탄소를 함유한 유동체에서 석유가 생성되었을 수도 있음을 뒷받침해 주는 증거로 여겨진다. 자연발생 가설들에 대해서는 러시아와 우크라이나 과학자들에 의해 지난 20세기 하반기에 다시 연구가 이루어졌다. 그리고 토머스 골드(Thomas Gold)가 1999년 '깊고 뜨거운 생물권(The Deep Hot Biosphere)'을 발간한 이후 서부에서 좀 더 많은 관심을 받았다. 골드는 이러한 가설들이 부분적으로는, 지구의 겉표면에 내열성 박테리아로 구성된 생물권이 존재했다는 데에 그 근거를 두고 있다고 했다. 이는 추출된 석유에서 특정 생물학적 지표 (바이오마커, biomarker)가 발견되는 이유를 설명해 줄 수 있다.

## 변두리 과학에 대한 반응
Michael W. Friedlander는, 변두리 과학을 과학적 부정행위(scientific misconduct)가 아니라 “적어도 절차에 의거하여” 다루어야 하는 좀 더 어려운 문제라고 주장하면서, 이를 평가할 때 기준이 될 수 있는 일부 지침을 제안했다. 그가 제안한 방식들에는 완벽한 정확성(impeccable accuracy), 인용출처의 확인, 정설과학을 과장한 것이 아닐 것, Wegener의 대륙이동설 사례에 대한 철저한 이해, 급진적 제안들을 연구하는 정설 과학의 사례들, 그리고 변두리 과학에서 나온 오류사례들이 포함되어 있다.

## 역사적으로 나타난 사례들
역사적으로 주목을 받은 사례들은 다음과 같다.
- 빌헬름 라이히(Wilhelm Reich)의 오르곤 학설에 따르면 그가 발견했다고 주장하는 어떤 물질적 에너지로 인해 그가 자신의 정신적 영역에서 분리되고 결국 감옥에 수감되기에 이르렀다고 한다.
- 라이너스 폴링(Linus Pauling)은 다량의 비타민 C가 모든 질병의 만병통치약으로 기능한다고 믿었으나, 이러한 주장은 매우 큰 반발을 불러일으켰다.

## 논쟁
20세기 말 경에는, 종교적으로 영감을 받은 비평가들이 과학적 탐구의 전체 분야(주로 화석인류학(Paleo-anthropology), 인간의 성(en:Human_sexuality), 진화, 지질학 및 고생물학 분야에 관한 것으로, 다양한 종교문헌에 나타난 내용을 문자 그대로 또는 근본주의적 관점에서 해석한 것과는 모순되는 것이었다)를 “논쟁의 대상”으로 분류하기 위한 시도로서 과학계의 한정적 지지만을 받으면서 변두리 과학 이론이라는 용어를 사용하기도 했다. 이러한 분야들 내부에서 지속적으로 이루어지고 있는 논의 및 연구가 이 분야들에 근본적인 약점 또는 결점이 있다는 증거라고 묘사하면서, 비평가들은 이러한 “논쟁”을 통해 신의 중재(divine intervention, Miracle, 기적)및 지적 설계(intelligent design)의 타당성을 연구할 기회가 열리게 된 것이라고 주장했다.
그러나 인식론자들은 이러한 종교적인 동기를 가진 사례들은 주로 과학에 대한 오해에서 비롯된다고 주장한다. 즉 과학적 방법이라 함은, 침범할 수 없는 결론이 아니라 영구적인 논의 및 탐구를 목표로 하는 지속적인 대화라고 종종 여겨지기 때문이다. Donald E. Simanek가 주장했듯이, “최첨단 과학 분야에 대해 불명확한 시험적 가설이 너무 자주 나타나게 되면 마치 그것이 과학적 진실인양 취급될 수 있으며, 그래서 해답을 열망하는 대중들에 의해 수용되어 버리게 된다”. 즉 “과학이란 무지에서 이해로 나아가는 과정이듯이, 이를 위해서는 혼란과 불확실성이라는 과도기적 단계를 통과해야만 한다”라는 사실을 간과하고 있다는 말이다.
이러한 수단은, 특정 과학 분야가 “논란거리”라는 관점을 만들어내고 전파하는 역할을 하기도 한다. Jan Nolin 및 그 외 연구자들은 “과학에 대한 최적화된 대중적 이해방식이 비교론적 관점”이라고 주장하였으며, 그들은 “수단적 관점(media perspective)에서 봤을 때, 이러한 비교론적 관점은 극적인 가치를 가지고 있을 뿐만 아니라 종종 위험부담이 큰 사회적 이슈들과도 연관되기 때문에 과학의 ‘논쟁적 성격’을 통해 입증됨이 분명하다”고 주장했다.

## 같이 보기
- 인식론(epistemology)
- 의사과학 (pseudoscience)의 특징을 보이는 주제 목록 (List of topics characterized as pseudoscience)
- 쓸모없게 된 과학 이론
- 패러다임의 전환 (근본적 변화, paradigm shift)
- 과학철학 (Philosophy of science)
- 연구부정행위 (Scientific misconduct)
- 이론 물리학 비주류 이론들
- 변두리 이론

## 참고 문헌
- Brante Thomas; Fuller Steve; Lynch William (1993). Controversial science: from content to contention. Albany, New York: State University of New York Press. OCLC 26096166.
- Brown George E Jr (23 October 1996). Environmental science under siege: fringe science and the 104th Congress. Washington, DC: Democratic Caucus of the Committee on Science, U.S. House of Representatives. OCLC 57343997.
- ed. by Sharon M. Friedman .... (1998). Communicating uncertainty: Media coverage of new and controversial science. Mahwah, New Jersey; London: Lawrence Erlbaum. ISBN 0-8058-2727-7. OCLC 263560777.
- Dutch Steven I (January 1982). "Notes on the nature of fringe science". J Geol Ed 30 (1): 6–13. ISSN 0022-1368.OCLC 92686827.
- Frazier Kendrick (1981). Paranormal borderlands of science. Buffalo, New York: Prometheus Books. ISBN 0-87975-148-7. OCLC 251487947.
- Friedlander Michael W (February 1995). At the fringes of science. Boulder, Colorado:Westview Press. ISBN 0-8133-2200-6. OCLC 31046052.
- "CSICOP On-line: Scientifically Investigating Paranormal and Fringe Science Claims" 보관됨 2014-03-16 - 웨이백 머신.

## 추가 문헌
- Ben-Yehuda Nachman (나흐만 벤-유다) (1990). The politics and morality of deviance: moral panics, drug abuse, deviant science, and reversed stigmatization. Albany: State University of New York Press. OCLC 19128625.
- Brooks M (마이클 브룩스) (2008). 13 things that don't make sense. New York: Doubleday. OCLC 213480209. Lay summary 보관됨 2009-04-04 - 웨이백 머신. - Summarised by the author in The Daily Telegraph (데일리 텔레그래프), 31 Mar 2009, Accessed 2 Apr 2009.
- Cooke RM (1991). Experts in uncertainty: opinion and subjective probability in science. New York: Oxford University Press. ISBN 0-19-506465-8. OCLC 22710786.
- de Jager Cornelis (March 1990). "Science, fringe science and pseudo-science" (PDF). QJR Astron Soc 31 (1): 31–45. ISSN 0035-8738.
- Mauskopf SH (1979). The reception of unconventional science. Boulder, Colorado: Westview Press. ISBN 0-89158-297-5. OCLC 4495634.
- Mousseau Marie-Catherine (2003). "Parapsychology: Science or Pseudo-Science?" (PDF). J Sci Expl 17 (2): 271–282. ISSN0892-3310.
- Truzzi Marcello (마르셀로 트루지) (1998). "The Perspective of Anomalistics". Anomalistics. Center for Scientific Anomalies Research. Retrieved 2009-04-14.